# Gabriel Woolf
Gabriel Woolf (n. 2 octombrie 1932, Anglia, Regatul Unit) este un actor englez de film, radio și televiziune.
Printre rolurile sale cele mai cunoscute se numără Sir Percival din filmul Cavalerii Mesei Rotunde din 1953 și Sutekh din serialul Pyramids of Mars al Doctor Who din 1975.

## Legături externe
- Gabriel Woolf la Internet Movie Database